# Velika Ludina
Velika Ludina  è un comune della Croazia di 2 831 abitanti della regione di Sisak e della Moslavina.